# Leo Kullmann
Leo Kullmann (* 1. November 1877 in Cottage Grove/Oregon/USA; † 20. Januar 1941 im KZ Gurs) war ein deutscher Jurist, Politiker und Opfer des Nationalsozialismus.

## Leben
Kullmann studierte an den Universitäten München, Heidelberg und Berlin Rechtswissenschaften. Nach der juristischen Ausbildung ließ er sich in Karlsruhe als Rechtsanwalt nieder. Kullmann war Sozialdemokrat. 1911 wurde er erstmals in die Stadtverordnetenversammlung der Stadt Karlsruhe gewählt. Im Jahr 1915 wurde er zum Kriegsdienst eingezogen.
Er wurde 1919 Stadtrat in Karlsruhe, von 1921 bis 1925 gehörte er dem badischen Landtag an. 1923 wechselte Kullmann vom Anwaltsberuf in den Staatsdienst. Er war in Karlsruhe kurz als Amtsrichter, dann als Mitglied einer Zivilkammer am Landgericht und ab 1930 am Oberlandesgericht tätig. Im März 1933 wurde Kullmann aus rassischen Gründen aus dem Richteramt entfernt. Im Oktober 1940 wurde er im Rahmen der Wagner-Bürckel-Aktion mit über 6000 weiteren Juden aus Baden und der Saarpfalz in das Camp de Gurs in Südfrankreich deportiert. Dort verstarb er nach wenigen Monaten an den unmenschlichen Lagerbedingungen. Seine Ehefrau und Tochter wurden von Gurs nach Auschwitz deportiert und erlitten dort das gleiche Schicksal.